# Zero Two
Zero Two (яп. ゼロツー Zero Tsū), также называют Code:002 (яп. コード:002 Kōdo:002) и 9'℩ (яп. ナインイオタ Nain Iota, "Nine Iota") — вымышленный персонаж японского аниме телесериала «Darling in the Franxx » от A-1 Pictures, Trigger и CloverWorks. Была задумана как самый выдающийся персонаж и икона сериала. Zero Two — искусственно созданная форма жизни, стремящаяся стать полностью человеком, и элитный пилот с печально известной репутацией «Убийцы партнёров». Она хорошо известна тем, что симпатизирует к Хиро, также главному герою Darling in the Franxx.

## Создание и дизайн
Zero two имел самый трудоёмкий процесс проектирования и был создан как культовый персонаж для Darling in the Franxx. Первоначальные концепции дизайна Zero Two были существенно смягчены по сравнению с её окончательным внешним видом, когда она предстала в виде маленького, тихого темноволосого персонажа, прежде чем команда дизайнеров решила, что дизайн не соответствует задуманной индивидуальности. Её изначально тёмные волосы были заменены на розовые, чтобы рекламировать её как икону сериала. Танака адаптировал оригинальный дизайн для «королевы клаксозавров». Творческая команда сочла своей целью сделать из Zero Two культового персонажа, сославшись на обилие косплея и фан-арты.
В детстве она была значительно более звероподобной по натуре, с красной кожей, голубой кровью, более длинными рогами, более острыми зубами, и описывалась как обладательница глаз, «наполненных ненавистью к миру». Повзрослев, Zero Two приобрела значительно более гуманоидный облик, с красной кровью и светлой кожей.

## Появление
Элитный пилот, принадлежащая к силам специального назначения APE, Zero Two — загадочная и непокорная девушка, которую часто называют монстром из-за её красных рогов и крови клаксозавра. Она также известна как «убийца партнёров», поскольку все партнёры, которые пилотируют Franxx вместе с ней, всегда умирают, проехав с ней не более трёх раз, за исключением Хиро. Она всегда называет Хиро эпонимом «любимый». Её истинный возраст неизвестен, но явно примерно того же возраста, что и Хиро, но её главное желание — стать полностью человеком, чтобы она могла воссоединиться с важным человеком из своего прошлого, которым оказался Хиро. С детства её вдохновляла книга под названием «Чудовище и принц», которая, как она отмечает, похожа на обстоятельства её и Хиро. Она начинает создавать свою собственную версию истории, но намеренно оставила последнюю страницу пустой из-за вероятности того, что ей, возможно, придётся расстаться с Хиро.
Позже она узнаёт, что является клоном принцессы клаксозавров, созданной доктором Франксом. Когда Хиро вынужден соединиться с принцессой, Zero Two может мысленно соединиться со стрелицией, чтобы спасти его и помешать ВИРМУ уничтожить планету, но это привело её тело в кататонию. Мысленно она продолжала сражаться с ВИРМОМ в галактической битве в космосе. Она и Хиро воссоединяются, позволяя Zero Two слиться со стрелицией, и одолеть ВИРМА. Затем она и Хиро расстаются со своими друзьями, но обещают вернуться. В финальном эпизоде Zero Two и Хиро почти побеждены, но они жертвуют собой, чтобы уничтожить родную планету ВИРМОВ и освободить души, захваченные ВИРМАМИ. В какой-то момент в будущем они перевоплощаются в двух детей.

## Награды и номинации
| Год  | Награда                      | Категория                       | Получатель(-ы)             | Результат    | ссыл. |
| ---- | ---------------------------- | ------------------------------- | -------------------------- | ------------ | ----- |
| 2018 | Newtype Anime Awards         | Лучший персонаж (женщина)       | Zero Two                   | второе место | [ 6 ] |
| 2018 | Newtype Anime Awards         | Лучшая актриса озвучивания      | Харука Томацу как Zero Two | Номинация    | [ 6 ] |
| 2019 | 3rd Crunchyroll Anime Awards | Лучшее озвучивание (английский) | Тиа Баллард как Zero Two   | Номинация    | [ 7 ] |
| 2019 | Funimation                   | Лучшие девушки десятилетия      | Zero Two                   | Победа       | [ 8 ] |